# Jiyuan
Jiyuan (cinese: 济源 ; pinyin: Jǐyuán) è una città con status di viceprefettura della provincia dell'Henan, nella Cina centro-orientale.